# キャンベル大学
キャンベル大学（キャンベルだいがく、英語: Campbell University）は、ノースカロライナ州ハーネット郡にある私立大学。

## 学科
- 教育学科
- 工学科
- 哲学科
- 化学科
- 心理学科
- 経済学科

他多数